# Benzeenring

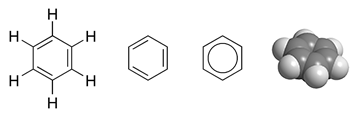
Structuurformules van benzeen

De benzeenring is een uit zes koolstofatomen bestaande vlakke ring met een speciale bindingsstructuur. De ontdekker van de benzeenring, Friedrich Kekulé, stelde deze rond 1862 voor als om en om drie enkele en drie dubbele bindingen.
Anders dan bij cyclohexaan liggen de koolstofatomen in één vlak. De elektronen die aan de dubbele bindingen deelnemen zijn gedelokaliseerd: het is niet mogelijk bindingen aan te wijzen die dubbel zijn of juist bindingen die enkel zijn. Dit is het gevolg van resonantie.
Een dergelijke ring werd vroeger vaak als bestaande uit drie enkele en drie dubbele bindingen getekend, tegenwoordig als een zeshoek met een cirkel in het midden. Alle onderlinge bindingen tussen de koolstofatomen hebben namelijk dezelfde eigenschappen. Van de prototypeverbinding van deze groep, benzeen, kunnen talloze andere verbindingen worden afgeleid door substitutie van een of meer van de waterstofatomen door andere groepen. Bij twee gesubstitueerde groepen kunnen deze ten opzichte van elkaar in de ortho, meta of para-stand staan, dat wil zeggen naast elkaar, met 1 of met 2 koolstofatomen ertussen.
Verbindingen die een of meer benzeenringen bevatten, behoren tot de aromatische verbindingen. Het lineair combineren van benzeenringen, leidt tot de vorming van acenen.